# An Englishman in New York
An Englishman in New York é um filme do Reino Unido, inspirado por elementos da vida do escritor gay inglês Quentin Crisp e de sua estada na cidade de Nova Iorque.

## Resumo
Após escrever um livro de memórias em 1968, o escritor inglês Quentin Crisp foi propulsado à fama. Sua celebração da homossexualidade, o exibicionismo desafiador e o inconformismo o transformaram num ícone. Em 1981, aos 72 anos, vai morar em Nova Iorque. Logo torna-se popular no círculo gay nova-iorquino. No entanto, o período de adulação é curto. Com a ascensão da AIDS, seus comentários incisivos e sarcásticos provocam uma enorme polêmica a atraem diversos inimigos. Baseado na vida de Quentin Crisp e continuação do telefilme The Naked Civil Servant (1975), com o mesmo ator, John Hurt.  

## Elenco

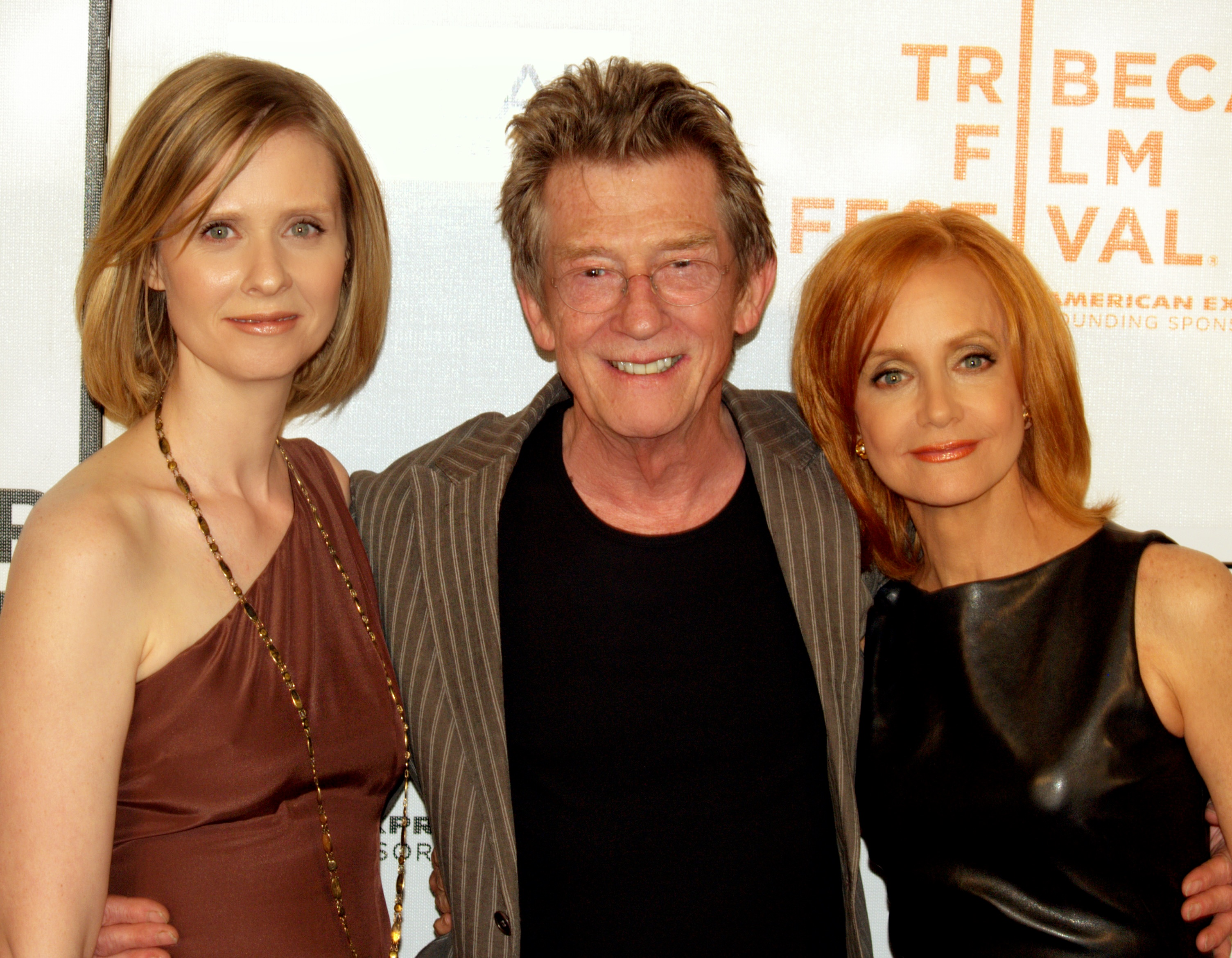
Cynthia Nixon, John Hurt e Swoosie Kurtz durante a estréia no Festival de TriBeCa.

- John Hurt (Quentin Crisp)
- Denis O'Hare (Phillip Steele)
- Jonathan Tucker (Patrick Angus)
- Swoosie Kurtz (Connie Clausen)
- Cynthia Nixon (Penny Arcade)

## Recepção
No site agregador de críticas Rotten Tomatoes, 71% das 7 resenhas dos críticos são positivas.